# Somos Perú - Partido Morado
Somos Perú - Partido Morado fue un grupo parlamentario del Congreso de la República del Perú constituido en el período 2021-2026 por los representantes de los partidos políticos Somos Perú y Partido Morado. Fue creado el 23 de julio de 2021 y legalizado el 25 de julio. El grupo se disolvió el 12 de noviembre de 2021 con la renuncia de los tres integrantes del Partido Morado.

## Composición
| Cargo               | Congresista | Congresista                 | Partido político | Circunscripción |
| ------------------- | ----------- | --------------------------- | ---------------- | --------------- |
| Portavoz titular    |             | José Jeri Oré               | Somos Perú       | Lima            |
| Portavoces alternos |             | Wilmar Elera García         | Somos Perú       | Piura           |
| Portavoces alternos |             | Flor Pablo Medina           | Partido Morado   | Lima            |
| Miembros            |             | Alfredo Azurín Loayza       | Somos Perú       | Lima            |
| Miembros            |             | Edward Málaga Trillo        | Partido Morado   | Lima            |
| Miembros            |             | Héctor Valer Pinto          | Independiente    | Lima            |
| Miembros            |             | Hitler Saavedra Casternoque | Somos Perú       | Loreto          |
| Miembros            |             | Susel Paredes Pique         | Partido Morado   | Lima            |
| Miembros            |             | Yorel Alcaraz Agüero        | Somos Perú       | Lima            |